# Maciej Rybiński
Mathias Rybinski (en polonais, Maciej Rybiński), né le 24 février 1784 à Sławuta en Volhynie et mort le 17 janvier 1874 à Paris, est un général polonais, brièvement commandant en chef de l'armée polonaise durant l'insurrection de 1830-1831.

## Biographie

### Les campagnes napoléoniennes
Mathias Rybinski rejoint l'armée française en 1805, devenant aide de camp du général Suchet.
En 1807, il participe à la Campagne de Prusse et de Pologne  qui aboutit notamment à la création du duché de Varsovie (juillet 1807), ainsi qu'à la guerre de 1809 contre l'Autriche. Il fait la campagne de Russie en 1812 puis la campagne de Saxe en 1813 ; il combat alors avec courage lors des batailles de Smolensk, Mozajsk et Leipzig. A Leipzig il n'a pas le temps de franchir l'Elster et Il est donc fait prisonnier.

## Royaume de Pologne sous tutelle Russe
Deux ans plus tard, il rejoint l'armée du Royaume de Pologne, désormais sous la tutelle de la Russie. Ou il continuera sa carrière dans l'infanterie.

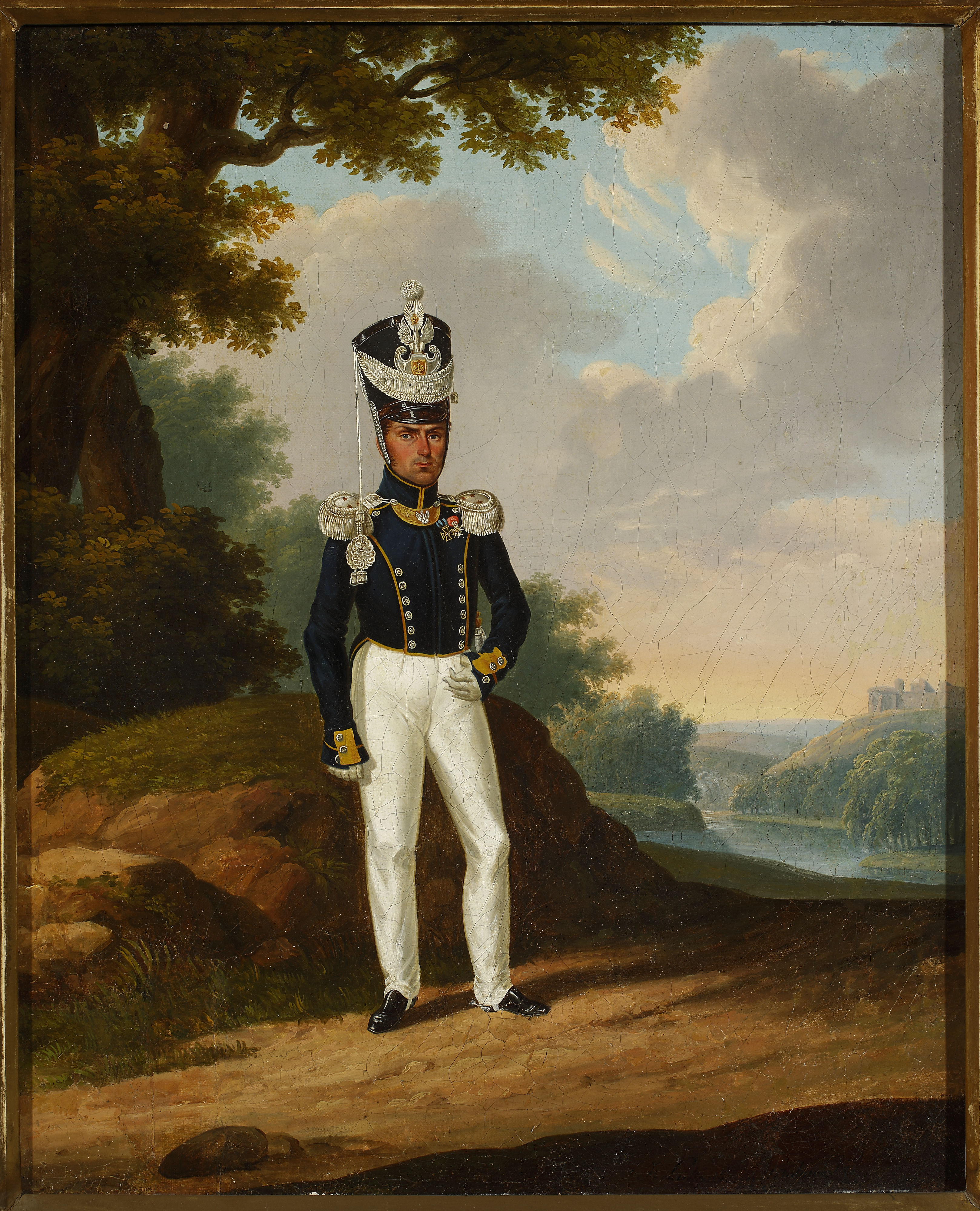
Maciej Rybiński en 1827 en uniforme d'officier supérieur du Royaume de Pologne.

### L'insurrection de Novembre (1830-1831)

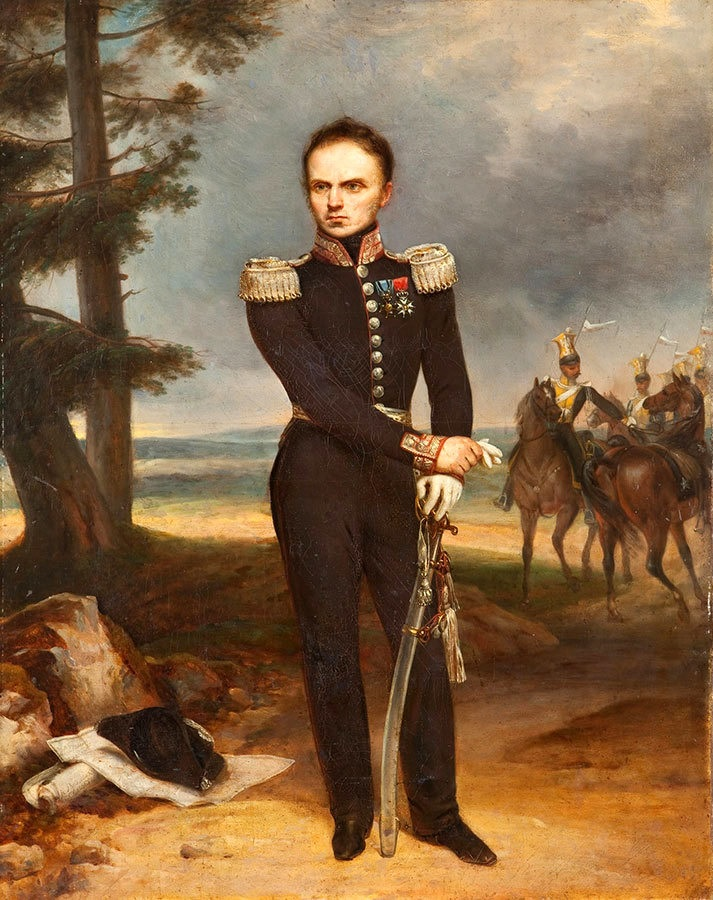
Portrait du Général Rybiński en 1843, en uniforme polonais.

Au début de l'insurrection, commencée le 29 novembre 1830, Maciej Rybiński commande la première compagnie (pułk) d'infanterie de ligne polonaise, et plus tard il est placé à la tête d'une division d'infanterie. Son armée et son équipe médicale dirigée par le médecin du corps Aleksander Okorski combattent à la bataille de Wawer (19-20 février 1831), à la bataille de Tykocin et à la bataille d'Ostrołęka (26 mai 1831).
Il est promu lieutenant-général après la capitulation de Varsovie en septembre 1831. Le 10 septembre 1831 il devient un des principaux leaders des armées de l'insurrection, jusqu'au 23 septembre 1831, lorsque le tribunal assigne les insurgés activistes à Płock. Le poste de commandement revient alors temporairement à Jan Nepomucen Umiński.

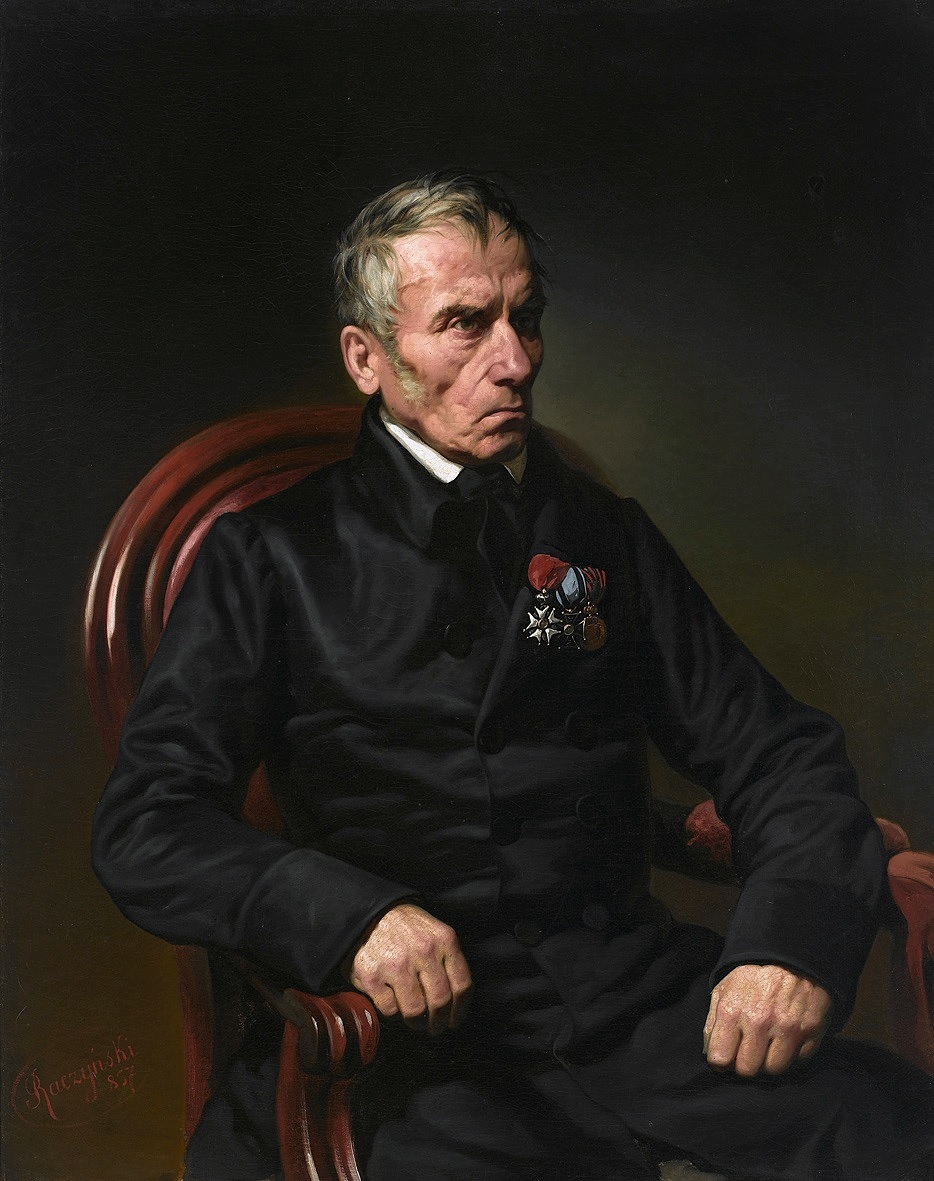
Portrait de Maciej Rybiński lors de son exil à Paris.

### L'exil (1831-1874)
Après la capitulation des armées polonaises, il émigre à Paris, où en 1843 il fonde le « Parti des anciens militaires polonais ».
Maciej Rybiński a été accusé par certains insurgés d'avoir négocié la capitulation de Varsovie en accord avec le général Henryk Dembiński.
Il meurt à Paris Le 17 janvier 1874 à 89 ans. Il est inhumé au cimetière de Montmartre, 31e division, le 20 janvier 1874.